# (4161) Amasis
(4161) Amasis (6627 P-L) – planetoida z pasa głównego asteroid okrążająca Słońce w ciągu 5,39 lat w średniej odległości 3,07 j.a. Odkryta 24 września 1960 roku.